# Rhea fossilis
Rhea fossilis — вимерлий вид птахів з роду Rhea, який населяв Південний конус Південної Америки в період неогену. Його найближчими живими родичами є нанду великий і нанду малий.

## Найменування та відкриття
Rhea fossilis відома лише за парою скам'янілостей, великогомілкової кістки та передплюсни, відкритих Альсі Мерсератом і Франсіско Морено в 1891 році. Вони були одними з перших палеонтологів, які описали та каталогізували скам'янілі рештки нанду. Зі знайдених скам'янілостей він і Мерсерат визначили, що це перехідний вид між великою й малою нандами. Вони також зробили висновок, що він такого ж розміру, як і сучасні нанду.

## Палеоекологія
Rhea fossilis дуже схожа на сучасних родичів, хоча й трохи стрункіша. Вид населяв пасовища та чагарникові ліси регіону Пампаси в Аргентині. За цей час територія була теплішою та вологішою, ніж сьогодні. Як і його живі родичі, які все ще населяють регіон сьогодні, він харчувався широколистими рослинами, фруктами, насінням і дрібними тваринами, такими як ящірки.